# Новое Долгое
Новое Долгое — деревня в Мошенском районе Новгородской области России. Входит в состав Долговского сельского поселения.

## География
Деревня расположена в восточной части района; в 35 километрах к юго-востоку от районного центра, села Мошенское и в 4,5 километрах к югу от центра сельского поселения, деревни Долгое. К северо-западу от деревни находится небольшое озеро Кривье (устаревшее название — Кривое).
В деревне имеется 30 домов.

## История
На трёхвёрстной топографической карте Фёдора Шуберта, изданной в 1879 году, обозначена деревня Новая Долгая. Имела 18 дворов.
До революции деревня входила в состав Долговской волости Боровичского уезда Новгородской губернии. По состоянию на 1911 год в Новой Долгое имелось 37 дворов и 55 жилых строений; число населения составляло 234 человека. Основным занятием местного населения было земледелие. В деревне имелся магазин.

## Население
| 2010 |
| ---- |
| 10   |

По данным переписи 2002 года, население деревни составляло 22 человека.
Согласно результатам переписи 2002 года, в национальной структуре населения русские составляли 100 % от жителей.